# Trash (musikalbum)
Trash utkom 1989 och är ett musikalbum av Alice Cooper. Det producerades av Desmond Child och blev en jättesuccé över hela världen. Den mest kända låten från albumet är "Poison".
Musikvideor spelades in för låtarna "House of Fire", "Bed of Nails", "Only My Heart Talkin'" samt "Poison". Poison-videon finns i två versioner, i den ena ses fotomodellen Rana Kennedy endast iförd en stringtrosa medan hon i den andra versionen bär en svart korsett som inte blottar hennes bröst.

## Låtlista
1. "Poison" (Desmond Child, Alice Cooper, John McCurry) - 4:30
2. "Spark in the Dark" (Child, Cooper) - 3:52
3. "House of Fire" (Child, Cooper, Joan Jett) - 3:47
4. "Why Trust You" (Child, Cooper) - 3:12
5. "Only My Heart Talkin'" (Cooper, Andy Goldmark, Bruce Roberts) - 4:46
6. "Bed of Nails" (Child, Cooper, Diane Warren) - 4:20
7. "This Maniac's in Love With You" (Child, Cooper, Bob Held, Tom Teeley) - 3:48
8. "Trash" (Child, Cooper, Mark Frazier, Jamie Sever) - 4:02
9. "Hell Is Living Without You" (Jon Bon Jovi, Child, Cooper, Richie Sambora) - 4:11
10. "I'm Your Gun" (Child, Cooper, McCurry) - 3:49